# Suratagama
Suratagama — вимерлий рід агамідових ящірок, відомий з типового виду Suratagama neeraae з раннього еоцену Індії. Його назвали в 2013 році на основі трьох ізольованих кісток щелепи зі сланців Камбей у Гуджараті.